# Miracle-Argument
Das Miracle-Argument ist ein Argument für den wissenschaftlichen Realismus. Es erklärt den Erfolg der wissenschaftlichen Theorien damit, dass sie die Realität zumindest näherungsweise korrekt beschreiben müssen, d. h. zumindest näherungsweise wahr sein müssen. Die grundlegende These ist dabei, dass jede Interpretation einer wissenschaftlichen Theorie, die nicht von einem Realismus ausgeht, den Erfolg dieser Theorie als reines Wunder (engl. ‚miracle‘) erscheinen lässt. Vertreten wurde das Argument von Moritz Schlick, John Jamieson Carswell Smart, Hilary Putnam und Richard Boyd. Hauptkritiker des Arguments sind Bas van Fraassen, Larry Laudan und Arthur Fine.

## Vereinfachte Rekonstruktion des Arguments
Mögliche logische Rekonstruktion des Miracle-Argument als abduktiver Schluss (IBE):
|     | Realismus: „Theorie referiert auf Wirklichkeit“ |
|     | gut bestätigte Theorie → empirischer Erfolg     |
| IBE | Realismus trifft zu                             |